# 남부주 (스리랑카)

남부 주

남부주(싱할라어: දකුණු පළාත, 타밀어: தென் மாகாணம்)는 스리랑카 최남단에 위치한 주로 주도는 갈이며 면적은 5,559km2, 인구는 2,278,271명(2001년 기준)이다. 농업과 어업이 주요 산업이다. 3개 구(갈 구, 마타라 구, 함반토타 구)를 관할한다.

## 같이 보기
- 스리랑카의 주
- 스리랑카의 구